# 富山県内中波放送放送所
富山県内中波放送放送所（とやまけんないちゅうはほうそうしょ）は、富山県内に置かれているNHK富山放送局と北日本放送（KNB）のAMラジオ放送所である。

## 概要
当放送所は、富山市にNHK-AM放送とKNBラジオの親局送信所が、黒部市及び砺波市にKNBラジオのFM補完中継局がそれぞれ置かれ、富山県内に向けて電波を発射している。なお、ここでは高岡市にかつて設置されていたKNBラジオのAM中継局についても記述する。

## 放送所概要

### 富山本局
| 放送局名          | コールサイン | 周波数  | 空中線電力 | 放送対象地域 | 放送区域内世帯数 |
| ----------------- | ------------ | ------- | ---------- | ------------ | ---------------- |
| NHK 富山ラジオ第1 | JOIG         | 648kHz  | 5kW        | 富山県       | 約330,000世帯    |
| NHK 富山ラジオ第2 | JOIC         | 1035kHz | 1kW        | 全国放送     | 約-世帯          |
| KNB 北日本放送    | JOLR         | 738kHz  | 5kW        | 富山県       | 約-世帯          |

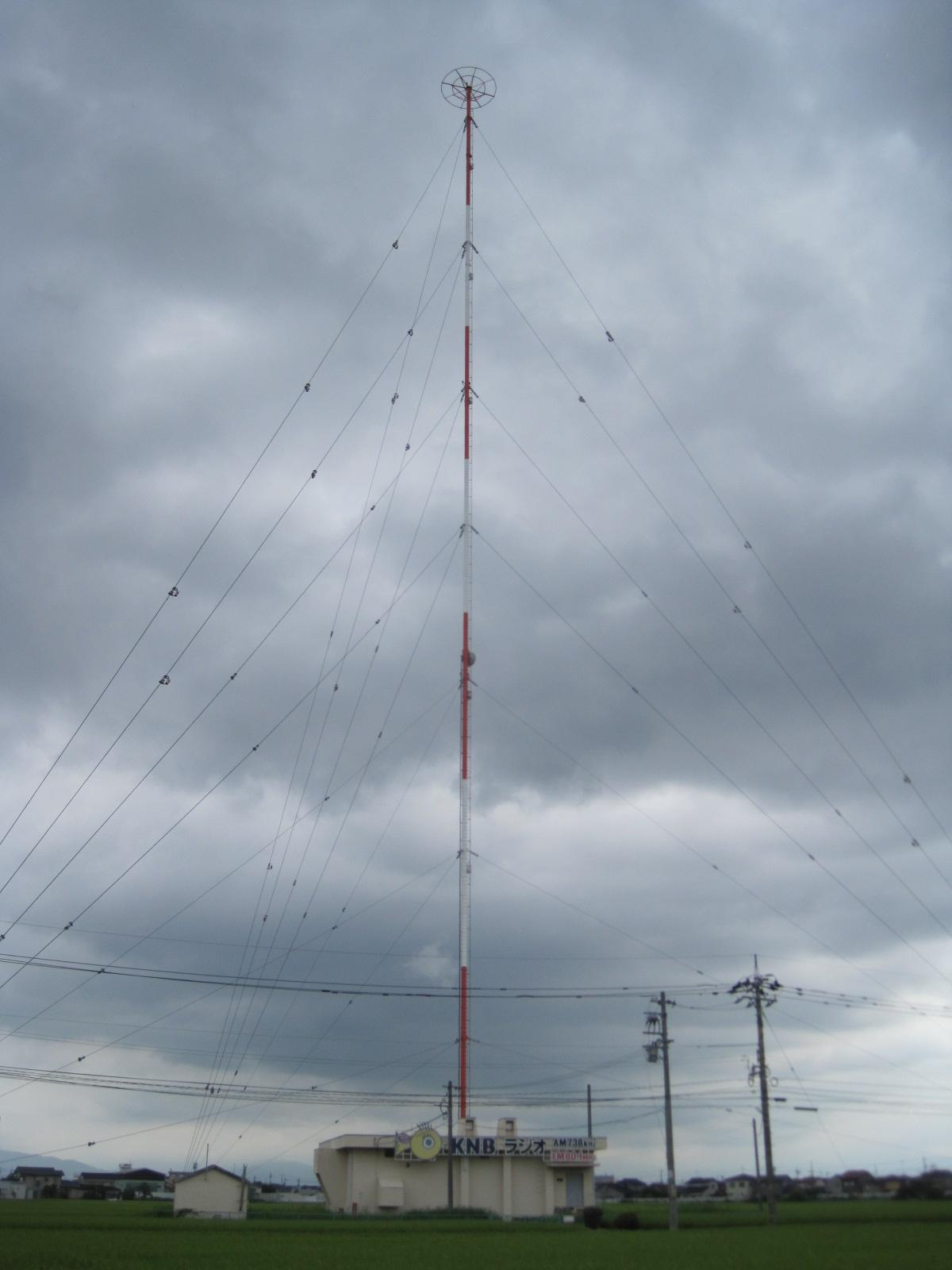
KNB広田送信所

- 正式名称は、NHKは、「豊田ラジオ放送所」、KNBは、「広田送信所」である。

### 北日本放送FM補完中継局
| 放送局名       | 中継局名 | 周波数  | 空中線電力 | ERP   | 放送対象地域 | 放送区域内世帯数 | 偏波面       | 備考             | 備考     |
| -------------- | -------- | ------- | ---------- | ----- | ------------ | ---------------- | ------------ | ---------------- | -------- |
| KNB 北日本放送 | 新川     | 80.1MHz | 50W        | 42W   | 富山県       | -                | （水平偏波） | 外国波混信対策用 | モノラル |
| KNB 北日本放送 | 砺波     | 80.1MHz | 10W        | 34W   | 富山県       | 約14,000世帯     | （垂直偏波） | 外国波混信対策用 | モノラル |
| KNB 北日本放送 | 富山     | 90.2MHz | 1kW        | 5.5kW | 富山県       | 約376,000世帯    | -            | 災害対策用       |          |

- 正式名称は、新川局は「新川FM中継局」、砺波局は「砺波FM中継局」、富山局は「KNB富山FM」。
- 新川および砺波中継局は、FM補完中継局（いわゆるワイドFM）の制度が開始される前に開設された中継局であり、新川局は民放中波局として全国初のFM中継局である。
- 砺波中継局は、2012年7月30日に予備免許を交付し[3]、10月19日に本免許を交付[4]、10月22日に本放送開始[5]。施設は既存の自社固定局（鉢伏中継所）をそのまま使用し、送信機と送信アンテナ（空中線）が追加設置されている。
- 富山FM中継局は、名称は「KNBラジオ +FM90.2」。2014年8月19日に予備免許交付[6]、10月27日より日中に試験電波の送信を開始し、11月17日より試験放送が行われ、2014年12月1日本放送開始[6]。ワイドFMの制度の本放送開始も全国初となった。開局当初から全国ニュースやワイド番組などの全国同時ネット番組は長らくモノラル音声だったが、開局5周年にあたる2019年11月11日からこれらの番組は常時ステレオ音声になった。

## 所在地

### 富山本局
- NHK： 富山市豊田町1丁目3番48号
- KNB： 富山市新屋一丁田割

### 中継局
- KNB新川： 黒部市宇奈月町栃屋字13区（くろべ牧場まきばの風東側）
- KNB砺波： 砺波市庄川町隠尾（鉢伏山）[5]
- KNB富山FM： 富山市呉羽町字小竹大谷16番10号（呉羽丘陵）[6]

## 廃止された中継局
- 名称： 北日本放送高岡ラジオ中継局
- 所在地： 高岡市伏木矢田字東上野12番1号
- 同局は1988年12月24日に外国局混信対策の中継局として設置されたが[7]、2014年12月1日に富山市呉羽丘陵に設置されたFM補完中継局の開局による受信状態改善がなされたため、2016年2月29日未明（28日付の放送終了）を以て廃止された[8]。

| 放送局名       | 中継局名 | 周波数 | 空中線電力 | 放送対象地域 | 放送区域内世帯数 |
| -------------- | -------- | ------ | ---------- | ------------ | ---------------- |
| KNB 北日本放送 | 高岡     | 738kHz | 1kW        | 富山県       | 約-世帯          |